# Громовщина
Громовщина (Громовка) — упразднённый в 1980 году посёлок в Стародубском районе Брянской области России. Входил в состав Картушинского сельсовета, в XXI веке — урочище на территории Занковского сельского поселения.

## География
Находился в 3 км к северо-западу от села Картушин, у южной окраины посёлка Красный Торфяник (упразднён в 1964 году), к западу от посёлка Победа (упразднён).
Климат умеренно континентальный.

## История
Исключён из учётных данных в 1980 году, Решением Брянского облисполкома от 29 апреля (ГАБО. Ф.Р-6. Оп.6. Д.1407. Л.80).

## Население
В 1926 году 100 жителей.
До войны преобладало украинское население.

## Инфраструктура
Действовал колхоз «Победа». 